# Niccolò Machiavelli
Niccolò Machiavelli (Firenca, 3. svibnja 1469. – Firenca 21. ili 22. lipnja 1527.), talijanski književnik i političar u vrijeme renesanse. Smatra ga se utemeljiteljem filozofije politike jer prvi promatra politiku odvojenu od morala. Ostavlja moral po strani te politiku promatra empirijski.
Po njemu je nazvana političko-filozofska doktrina, makijavelizam.

## Životopis
Firenca je bio ključan grad renesanse u kojem je bio procvat modernog bankarstva pod obitelji Medici. Veliki vladar tijekom rane renesanse bio je Lorenzo Veličanstveni, glava obitelji Medici, koja je vladala Firencom. 
Machiavellijev je život bio obilježen neredima u Firenci nakon smrti Lorenza Veličanstvenoga. Vidio je što znači nered bez snažnog i sposobnog vladara. Nakon progona Medicija iz grada, ustanovila se republika. Humanistički odgojen, Machiavelli je bio čovjek prakse i izvorni mislilac. Godine 1498. Machiavelli je stupio u službu firentinske republike kao tajnik za vanjske i unutarnje poslove te rat. Smatra da se i utemeljiteljem vojne znanosti: bio je veliki protivnik plaćeničkih vojski tvrdeći da je ona sklona izdaji i ucjeni. Firenca je, po njemu, trebala imati svoju vojsku.  
Iako u politici nikada nije postao osoba prvog plana, bavljenje tim poslovima omogućilo mu je izravno upoznavanje ljudi i njihovih odnosa – probleme rata i mira. 
1512. godine u Firenci su Medici nakon španjolske vojne intervencije (uz pomoć pape Klementa koji je bio Lorenzov nećak, Giulio de Medici) bili ponovo na vlasti, pa je Machiavelli izgubio službu, bio je zatvoren i mučen. Otada se posvetio uglavnom književnom radu. 
Godine 1527. Medici su ponovno svrgnuti s vlasti. 

## Književno stvaralaštvo
Poput mnogih suvremenika, i on je posegnuo za antičkim uzorima, ali kao genijalan predstavnik renesanse nadahnjivao se u prvom redu "efektivnom istinom o stvarima", a ne teološkim i etičkim konstrukcijama.  

### Vladar
Svoje nove misli najbriljantnije je izlagao u raspravi Vladar iz 1513. godine u kojoj naizgled govori o potrebi čvrste, apsolutne monarhije. No, pažljivom čitatelju neće promaknuti da Machiavelli u "Vladaru" kroz savjete vladaru (Il Principe) koji osniva novu državu zapravo postavlja temelje tzv. građanske vladavine. Budući realist, bio je svjestan da su republike poput onih koje su postojale u srednjovjekovnoj Italiji stvar prošlosti (iako je predviđao njihovo uskrsnuće kojem će buduće generacije svjedočiti). Njegova slika čovjeka je bila izrazito cinična, smatrajući da je ljudska narav sama po sebi sebična, pohotna i zlobna. Njegova je misao uvelike djelovala na Thomasa Cromwella, glavnog tajnika engleskoga kralja Henrika VIII., koji je predvodio englesku reformaciju. Ta je knjiga bila zabranjena od Katoličke Crkve. 
Zbog toga je bio zaokupljen zaštitom građanskih prava naspram vladaru, odnosno zaštitom pravnog poretka u kojem bi se ta prava afirmirala. On u "Vladaru" zapravo daje preporuke za uspješnu vladavinu, naglašavajući da uspješan vladar mora izbalansirati oprečne težnje u društvu-težnje velikaša naspram težnjama puka, s tim da je ključ opstojnosti vladavine u oslanjanju na potporu puka, koja se može ostvariti jedino zaštitom imovine i časti građana. Iako je jedan od najčitanijih političkih mislilaca novog vijeka, Machiavellievi čitatelji najčešće su bili odvučeni u krivom pravcu, bilo zbog okrutnih metoda koje katkad legitimira kao uobičajeni (čak, neophodni)  dio političkog poretka, bilo zbog njegovog "glavnog junaka" Cesarea Borgie u kojem Machiavelli vidi oličenje političke virtu dok se povjesničari uglavnom slažu u opisu Borgie kao podivljalog psihopata. No, sam Rousseau, veliki "prorok demokracije i egalitarnosti", je jednom prilikom rekao da je "Machiavelli veliki republikanac koji je imao odreda loše i neupućene čitatelje".

## Vanjske poveznice
- Machiavellijeva djela (Digitalna knjižnica Liber liber) (tal.)
- Niccolo Machiavelli – izreke, citati, misli...  Arhivirana inačica izvorne stranice od 3. svibnja 2014. (Wayback Machine)